# Dénia

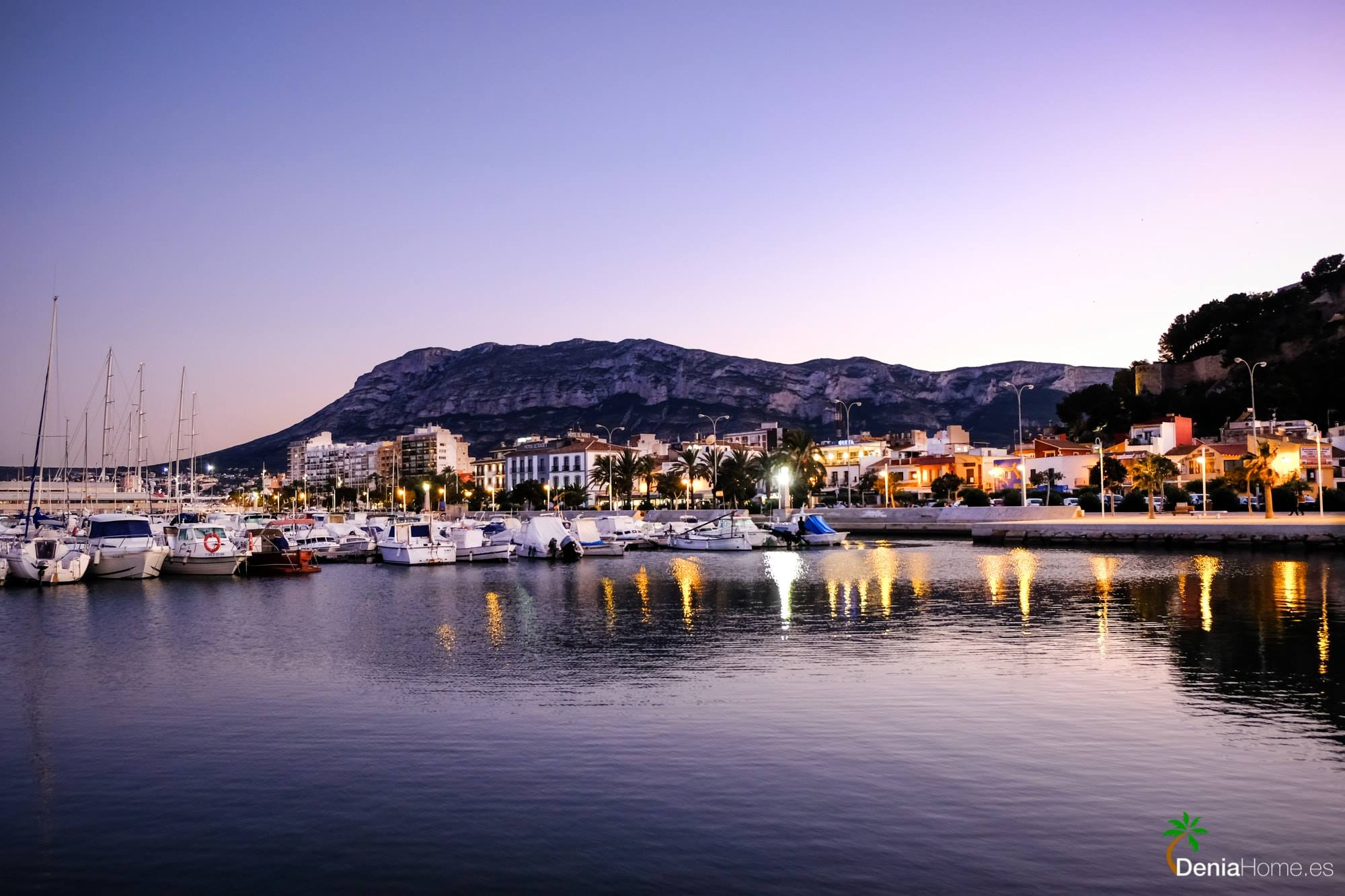
Il porto di Dénia

Dénia è un comune spagnolo di 44 464 abitanti situato nella comunità autonoma Valenciana. La città è al centro di intensi flussi turistici provenienti sia dalla Spagna che dall'estero, e in particolare dai paesi centroeuropei (Germania, Svizzera, Paesi Bassi, ecc.) e dalla Gran Bretagna.

## Geografia fisica
Denia è situata sulla Costa Blanca, che inizia in questa località e si estende fino a Pilar de la Horadada. Oltre al nucleo urbano di Dénia, esistono vari paesi limitrofi di un certo interesse:
- La Jara (La Xara): situato al nord del nucleo urbano, fra Dénia e Ondara, località nota per una famosa canzone locale ("De Pedreguer a la Xara/ Han fet una carretera");
- Jesús Pobre: situato a sud di Dénia;
- La Pedrera: situato sulle pendici del Montgó.

L’aspetto principale della cittadina di Dénia è il Parco del Montgó (753 m.), che domina maestosamente il territorio municipale. Il Parco Naturale, creato nel 1987, offre al visitatore una vasta diversità faunistica e floreale, godibile attraverso i numerosi sentieri che lo attraversano.
L'altro polo di attrazione paesaggistica è rappresentato dalle spiagge di Les Marines e di Les Rotes, così come la Riserva Marina del Cap de Sant Antonio.

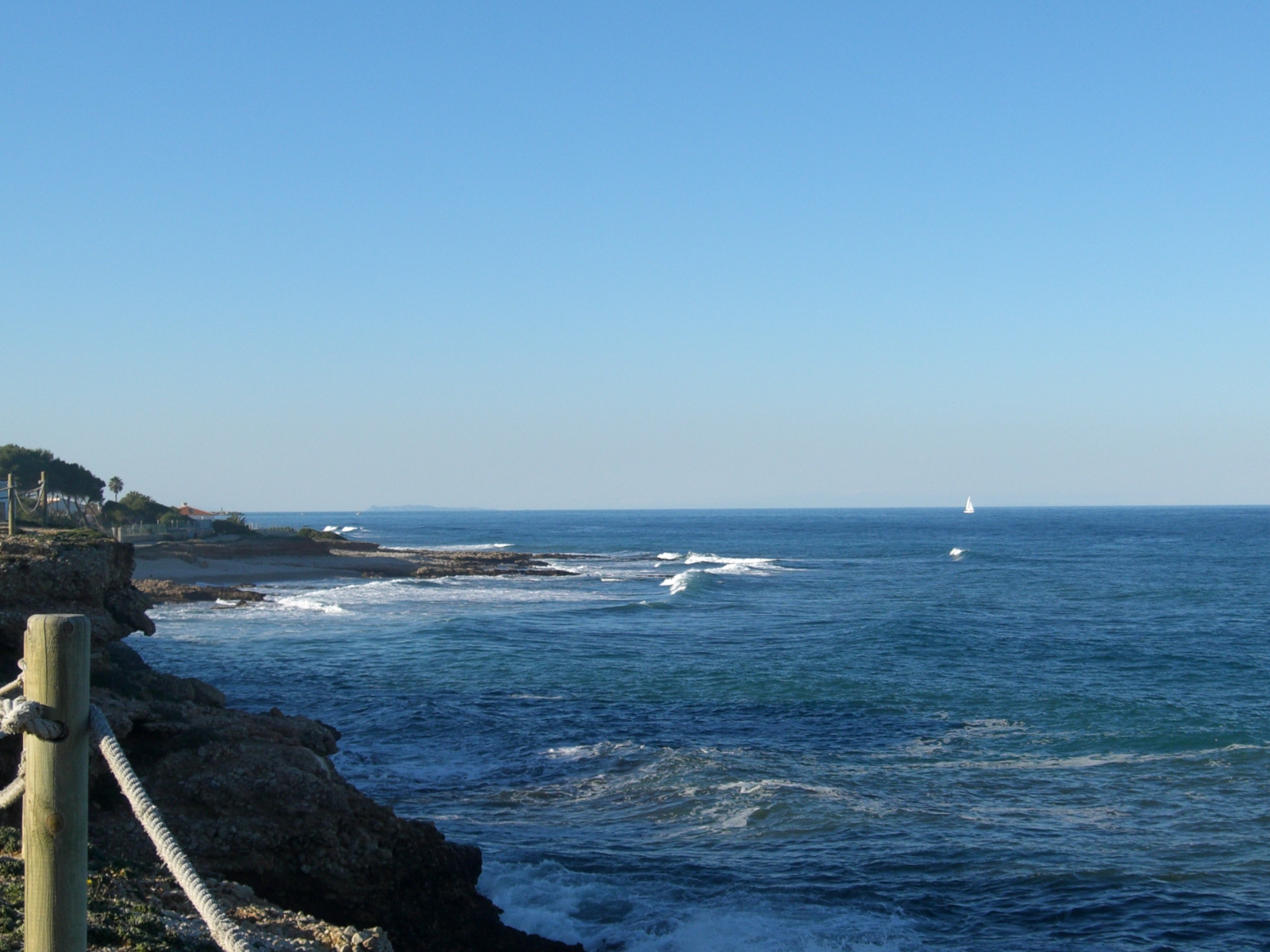
Cales di Dénia

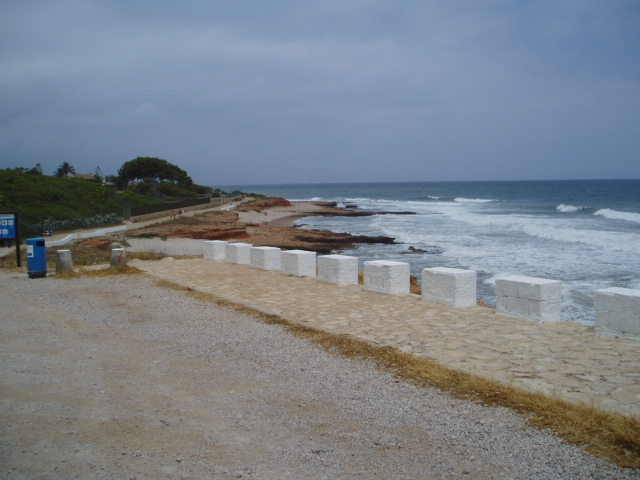
Spiaggia di les Rotes (Dénia)

## Storia

### Storia antica
Malgrado la presenza di reperti archeologici relativi a un insediamento iberico nelle vicinanze (Diniu), l'origine della città di Dénia è probabilmente greca, fondata dai focesi, che le diedero il nome di Hemeroskopeion. Diventò poi romana. Il centro di Dianum, così fu nominata all'atto della rifondazione, era situato a nord della Dénia moderna.
I testi classici e le scoperte archeologiche indicano che nel I secolo a.C. le truppe di Quinto Sertorio fondarono una base navale a Dianium. Durante l'Alto Impero, la città godette di un periodo di splendore, passando allo stato di municipium. Tra il 636 e il 693 d.C., durante il periodo del regno visigoto, Dénia fu sede episcopale dipendente da Toledo.

### Epoca musulmana e Riconquista
Durante l'epoca musulmana, la città toccò il momento culminante del suo splendore e potenza, accompagnato da un momento di grande attività culturale. Dàniya fu capitale della tāʾifa nel 1010 dall'emiro Mujāhid al-ʿĀmirī, detto al-Muwaffaq. La tāʾifa perse la propria indipendenza nel 1076 a favore della Taifa di Saragozza.
La conquista cristiana, nel 1244, portò una decadenza della città, praticamente lasciata senza abitanti dopo la vittoria sui Mori. Venne ripopolata in parte da Valenziani. Nel 1356 Dénia torna alla corona di Aragona, sotto Alfonso il Magnanimo. Dénia viene promossa a marchesato nel 1487. Il duca di Lerma, quinto marchese di Dénia e favorito di Filippo III permette alla città di elevarsi al grado di città.

### Storia recente
A seguito della cacciata dei Moriscos, musulmani più o meno forzosamente convertiti al cristianesimo ma che in realtà non avevano abbandonato le precedenti credenze islamiche (1609), il marchesato subì una forte flessione demografica accompagnata da una crisi economica di ampie proporzioni. Sembra infatti che dal porto di Dénia salparono, diretti soprattutto in Africa settentrionale, ben 25.000 Moriscos.
A partire dal XVIII secolo, Denia partecipò attivamente alla Guerra di Successione e fu la prima a proclamare re l'arciduca Carlo d'Asburgo. La guerra e le rappresaglie portarono un'altra crisi alla città. I Borboni finalmente la occuparono il 17 novembre 1708.
Nel XIX secolo Dénia viene reincorporata alla Corona (1804) (cosa?) e lentamente riprende la sua crescita sia economica che demografica. Le attività commerciali sono, da allora, legate alle attività marinare, al commercio dell'uva sultanina e – più recentemente – al turismo.

## Monumenti e luoghi d'interesse
La città è situata in una baia, porto naturale, ai piedi del monte Montgó. Sono preservati gli antichi quartieri di les Roques o de Baix la Mar. Le strade che scendono dal castello ricordano il passato arabo, mentre la parte bassa offre edifici modernisti, indici della ricchezza della borghesia legata al commercio dell'uva sultanina.
Musei e monumenti maggiormente interessanti:
- Museo Etnologico.

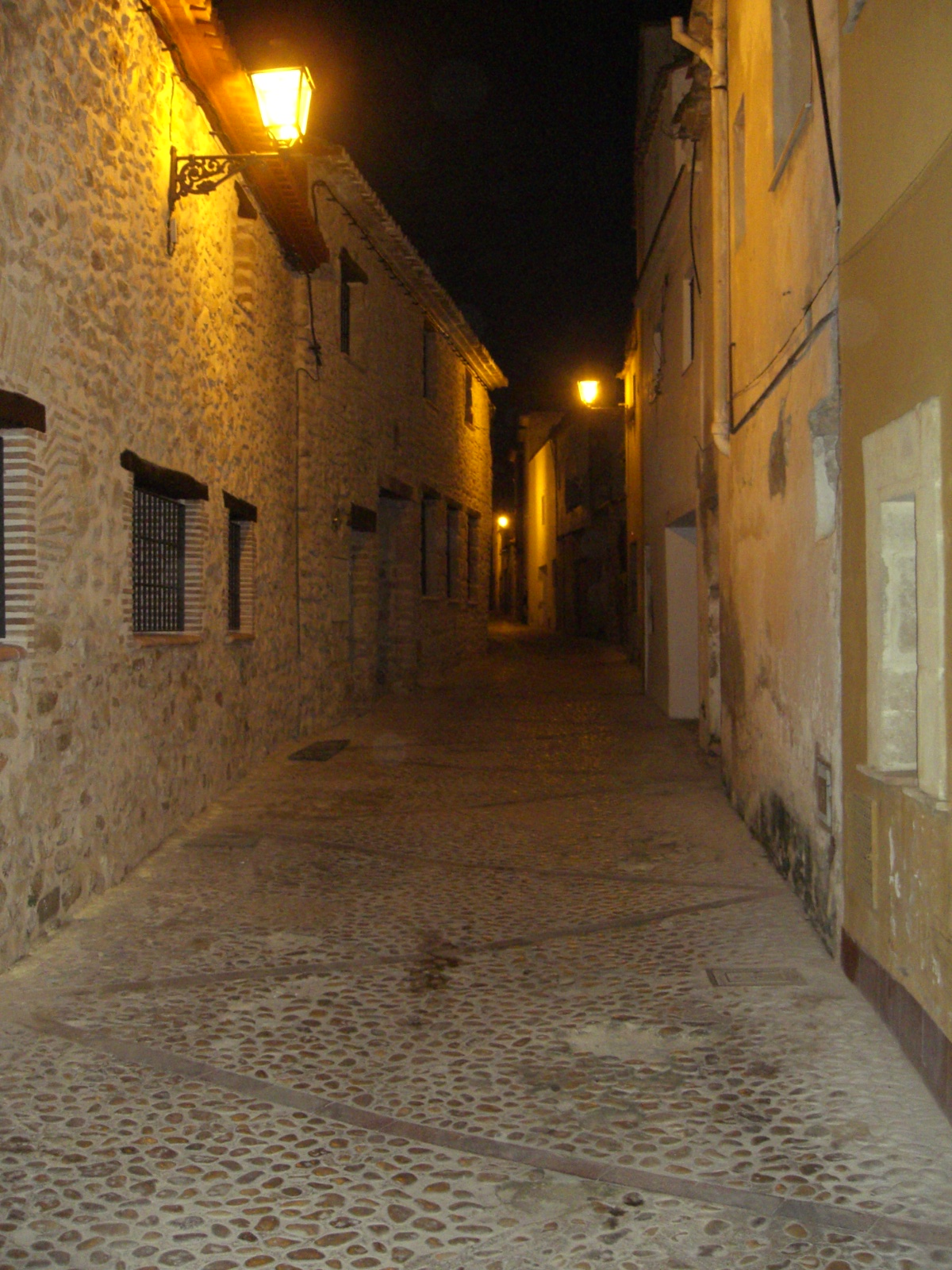
Strade di Dénia

- Jacimient de l'Almadrava. Villa marittima romana del I secolo a.C. al IV secolo.
- Església de l'Assumpció. Barocco valenciano del XVIII secolo.
- Església de Sant Antoni. XVI secolo e XVII.
- Nostra senyora del Loreto. XVI secolo.
- Església de Sant Mateu de la Xara.
- Ermita de Santa Llúcia. XV secolo.
- Edificio del comune. Neoclassico.
- Il Castell. Costruito dai Mori su edifici precedenti. Ospita il Museo Archeologico.
- Le Mura. Alcuni tratti in buono stato.
- Torre de l'Almadrava (o del Palmar). Torre di vedetta che ha sofferto un restauro discutibile.
- Torre del Gerro. XVII secolo.
- Torre de Carrals. Gruppo di fortificazioni difensive. Proprietà privata.
- Casa Fortificada. Dichiarata Bé d'Interés Cultural (BIC).

## Amministrazione

### Gemellaggi
- Cholet